# Ситницы
Ситницы — деревня Переславского района Ярославской области России. С точки зрения муниципального устройства входит в городской округ город Переславль-Залесский. Географически входит в Нагорьевский сельский округ.

## География
Деревня расположена в пределах Волжско-Нерльской низины, стоит в долине реки Нерль, примерно в 2,5 км от бывшего центра поселения села Нагорье. С севера примыкает к д. Евстигнеево.

### Климат
Ситницы, как и всё бывшее Нагорьевское сельское поселение, располагается в умеренно климатическом поясе.
Суммарный радиационный баланс положительный: средняя многолетняя годовая температура воздуха +3-3,5 °С. Зимой баланс отрицательный (средняя температура января около минус 13,3 °С), летом же — положительный (в июле около 18 °С).
В среднем выпадает 500—660 мм осадков в год, максимум летом. Количество осадков превышает испарение, поэтому коэффициент увлажнения составляет 1,2-1,3. Толщина снегового покрова около 30-70 см.
Преобладающие ветры связаны с общей циркуляцией атмосферы в умеренном поясе России. Поэтому чаще ветры дуют с юга, юго-запада. В теплые периоды года чаще, чем в холодные, повторяемость северо-западных, северных и северо-восточных ветров. Скорости ветра небольшие, в среднем 3,5-5 м/с, иногда сильные — 10-15 м/с, очень редки штормовые — более 15 м/с.

## История
Согласно Закону Ярославской области от 21 декабря 2004 года № 65-з «О наименованиях, границах и статусе муниципальных образований Ярославской области» деревня вошла в состав Нагорьевского сельского поселения.
13 июня 2018 года вышел Закон Ярославской области N 22-з об объединении трёх сельских поселений Переславского района и городского округа города Переславль-Залесский и к 1 января 2019 года, когда городской округ был образован, деревня вошла в его состав.

## Население
| 1859 | 1905 | 1926 | 2007 | 2008 | 2010 |
| ---- | ---- | ---- | ---- | ---- | ---- |
| 327  | ↗545 | ↘447 | ↘3   | →3   | ↗4   |

## Инфраструктура
Достопримечательности: Источник Александра Невского

## Транспорт
Через бывший поселенческий центр возможна автомобильная связь: на восток Нагорье — Переславль-Залесский с выходом на трассу М8 на Ярославль; на юг и запад Нагорье — трасса Р104 и далее на Калязин или Сергиев Посад с выходом на трассу М8 на Москву; на север Нагорье — трасса Р153 на Углич.